# هوریو-جی

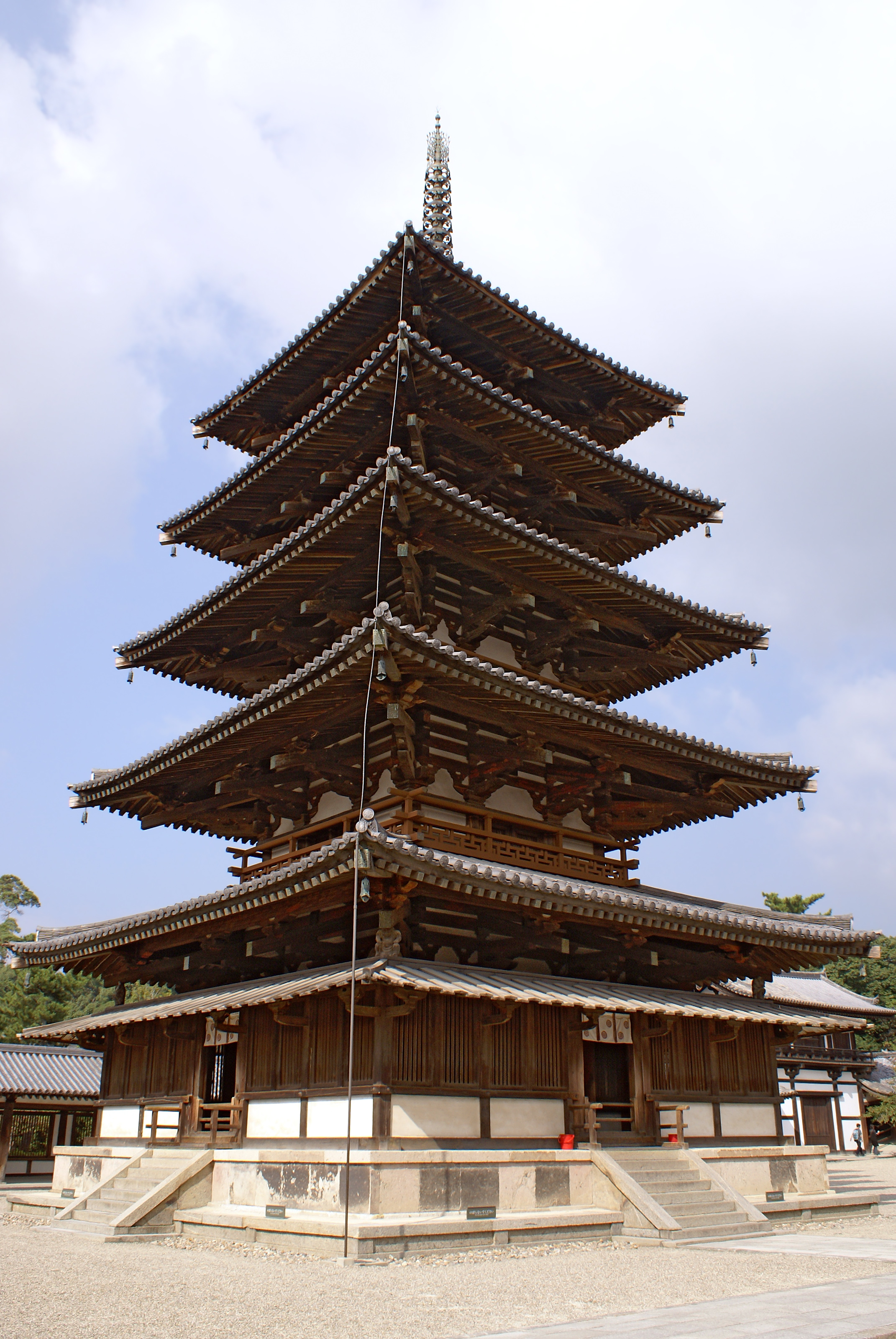
پاگودای پنج طبقهٔ هوریوجی

هوریوجی (به ژاپنی: 法隆寺 Hōryū-ji) یک معبد بودایی است که در سال ۶۰۷ میلادی توسط شاهزاده شوتوکو تایشی در منطقهٔ آسوکا واقع در استان نارای کنونی ساخته شده‌است.

## نگارخانه

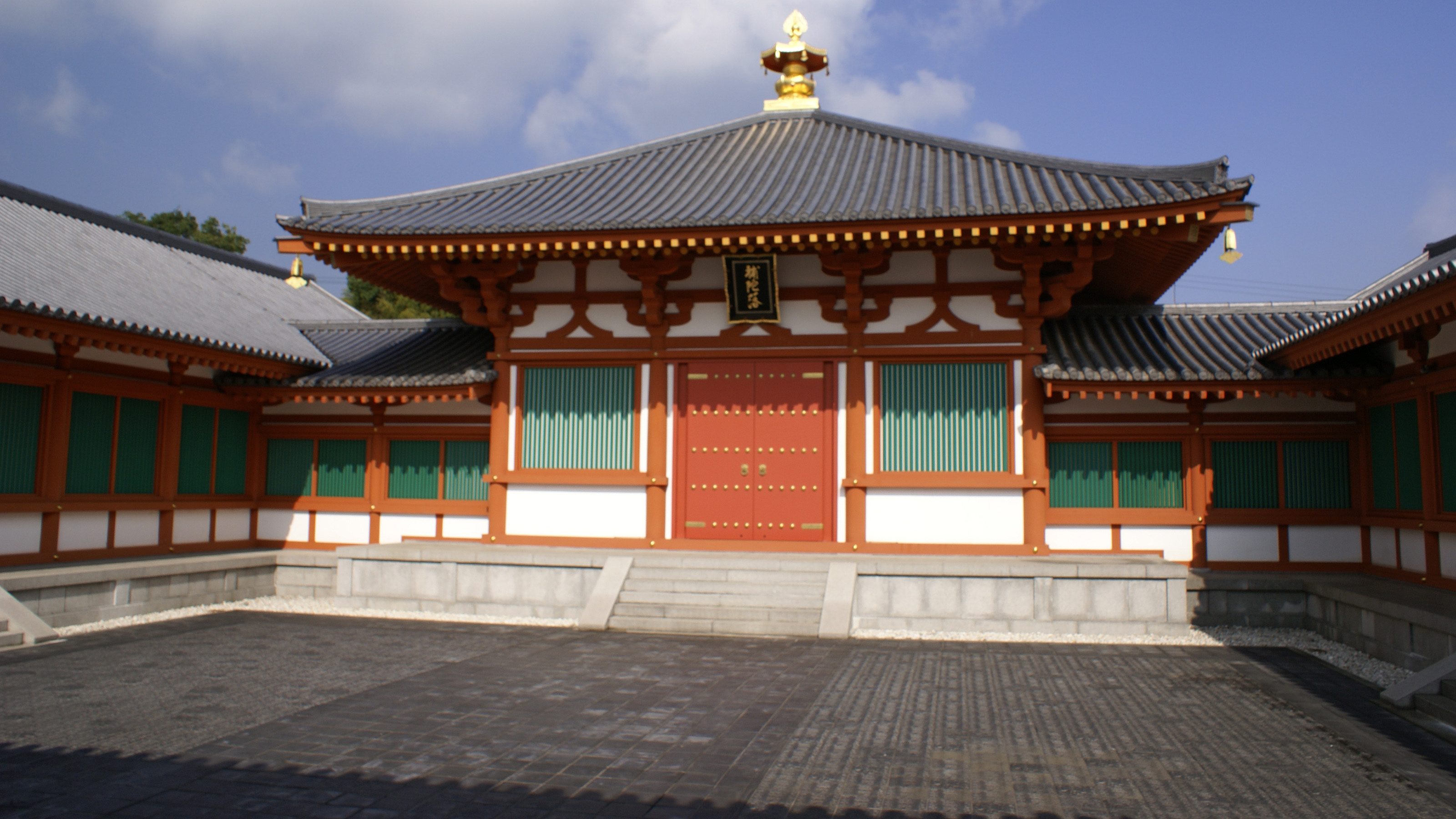
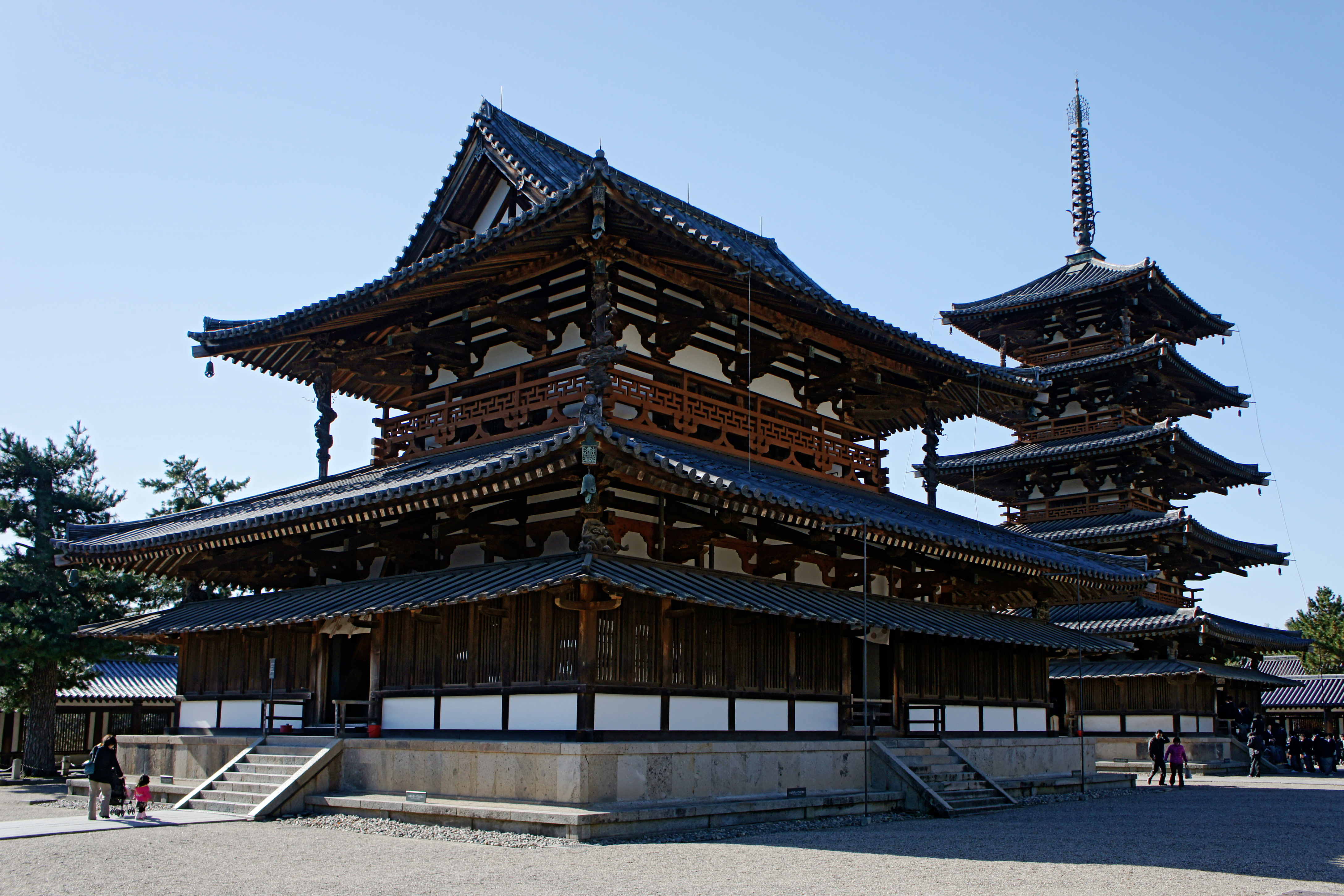
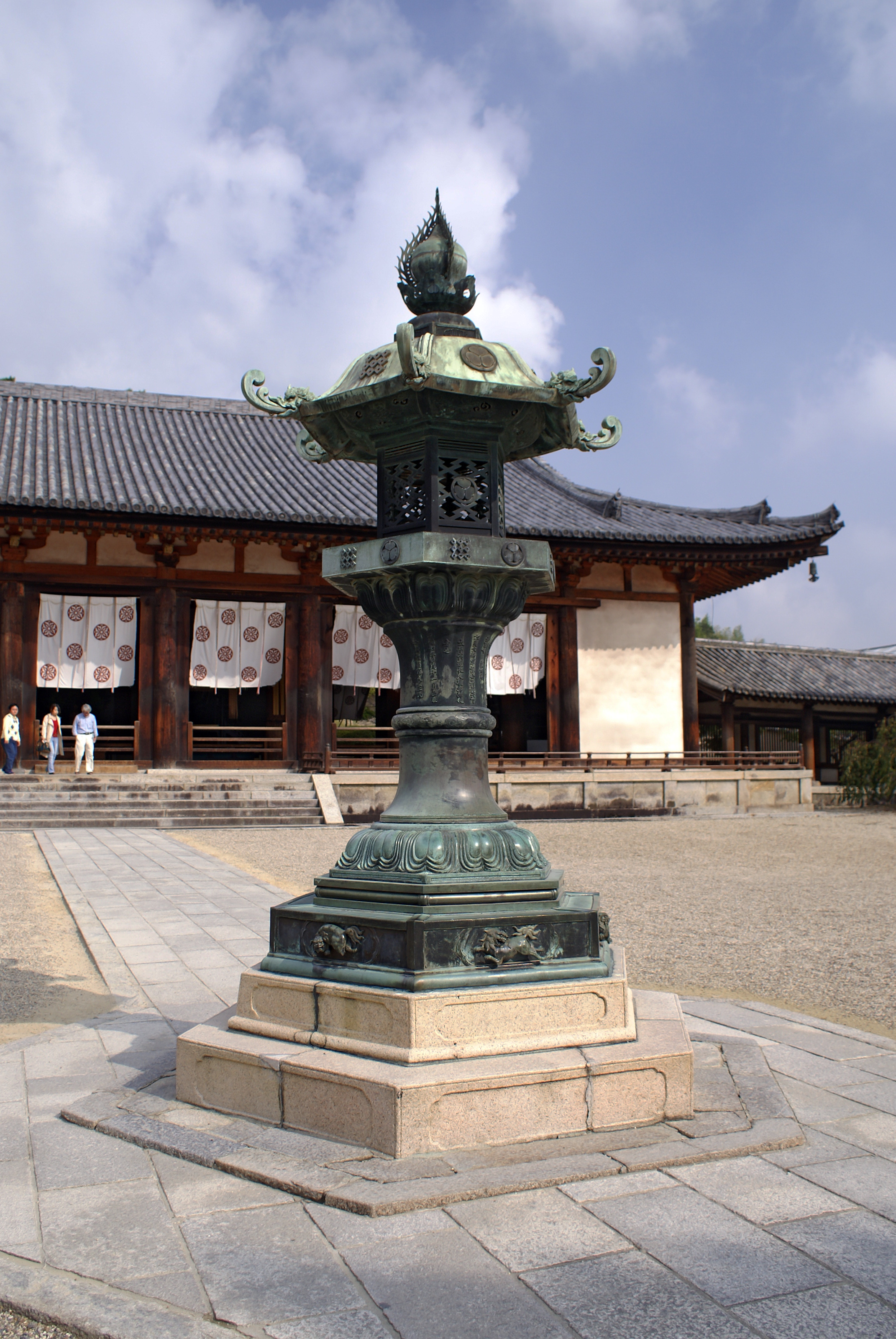
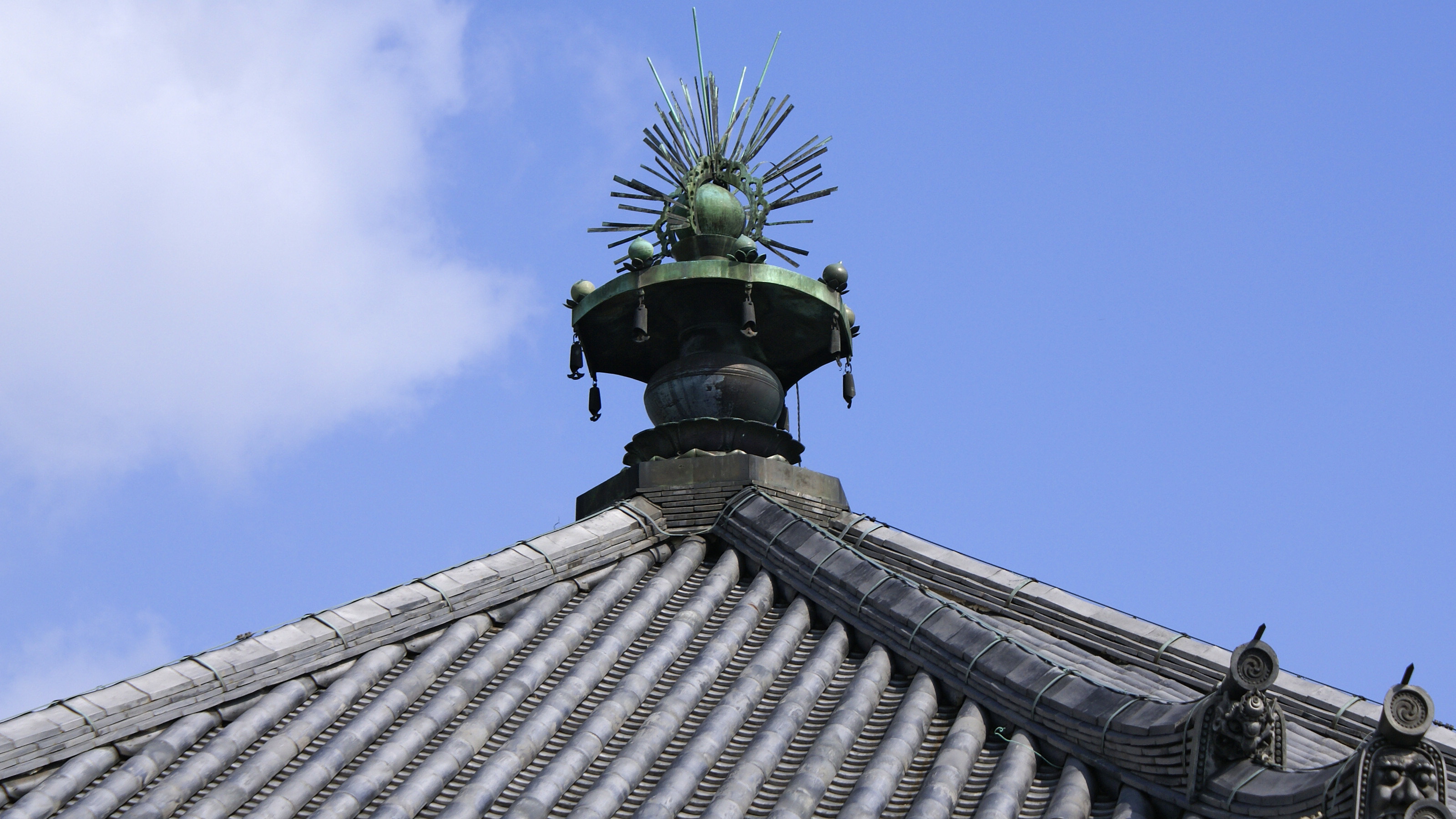
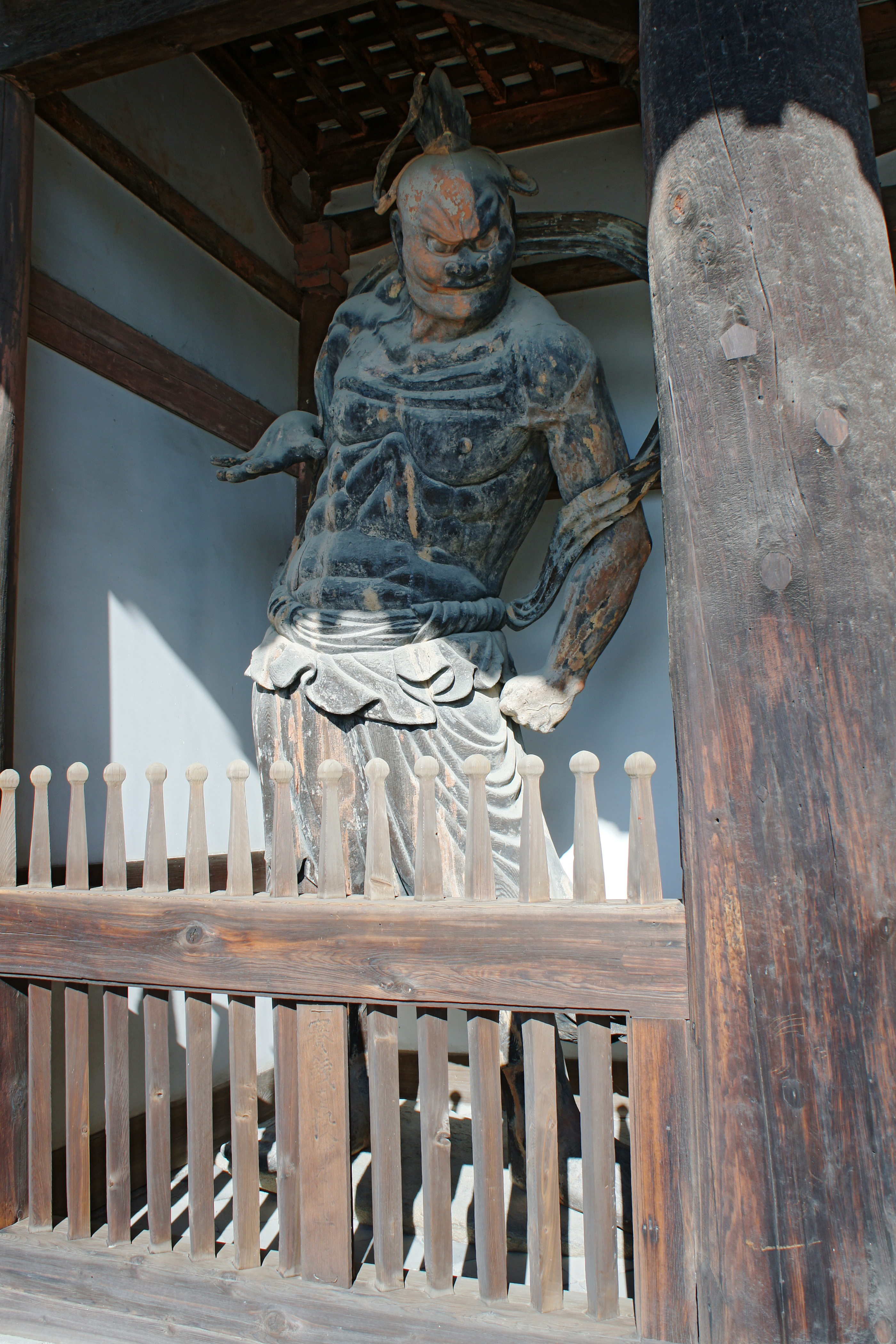
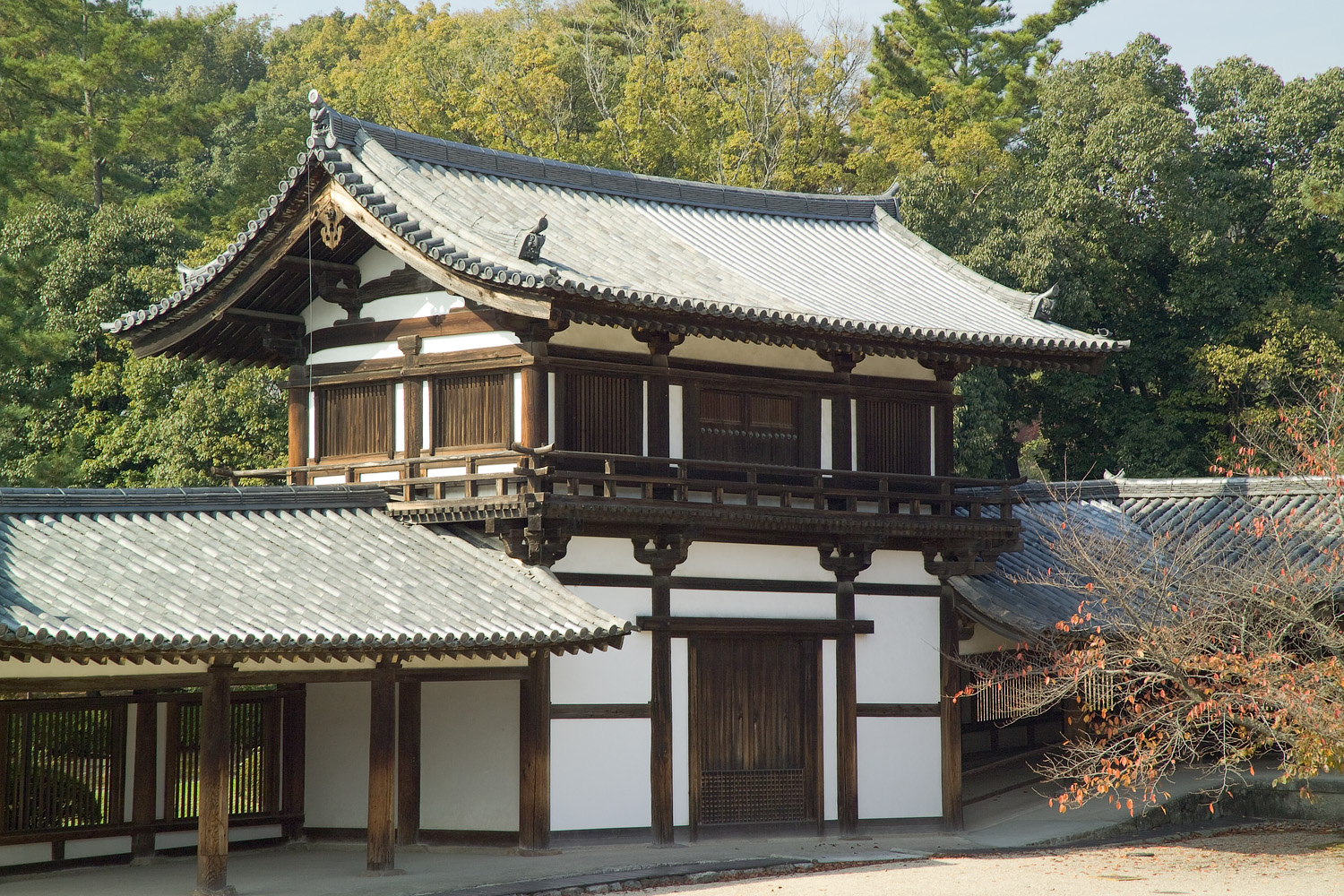
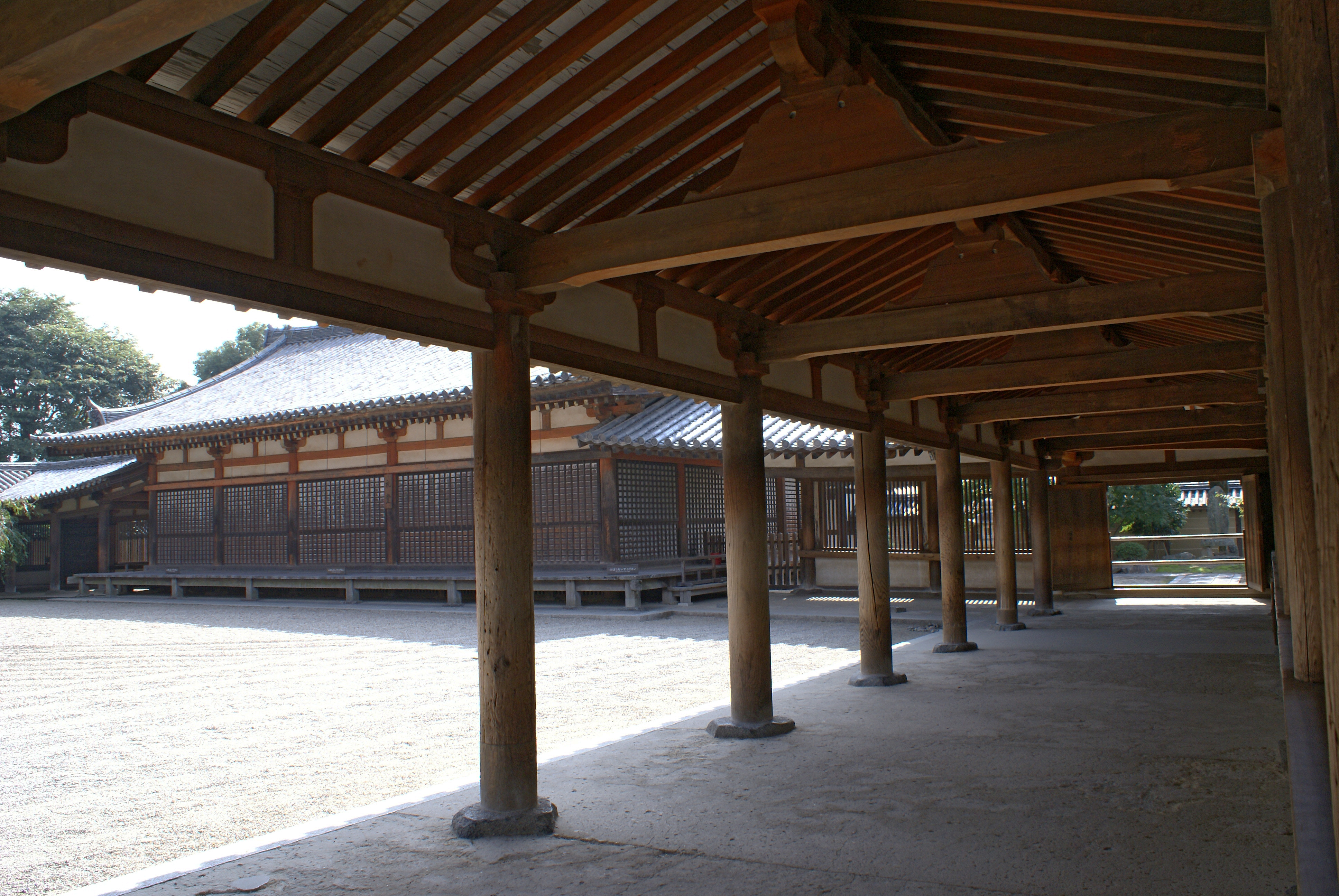
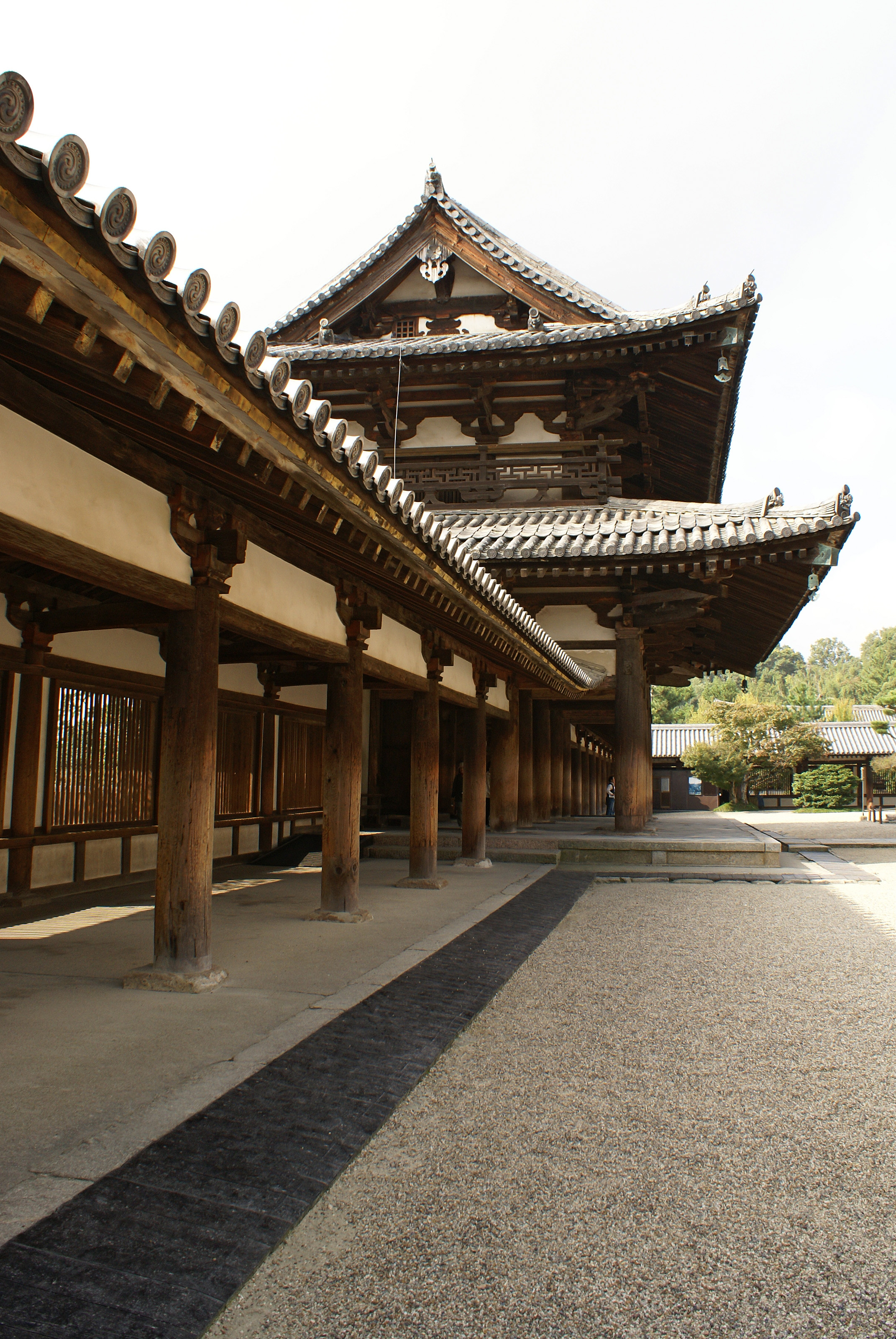
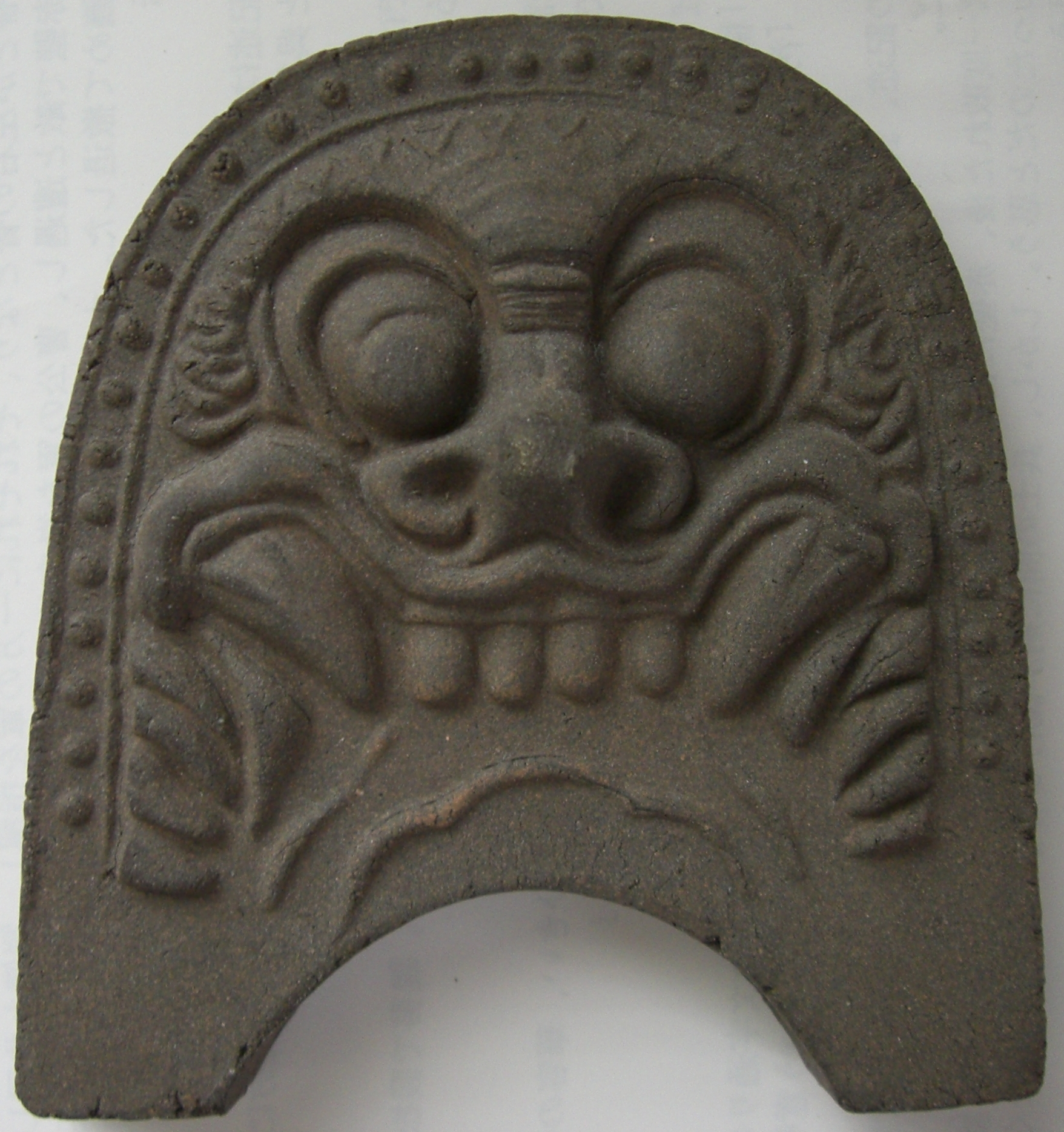
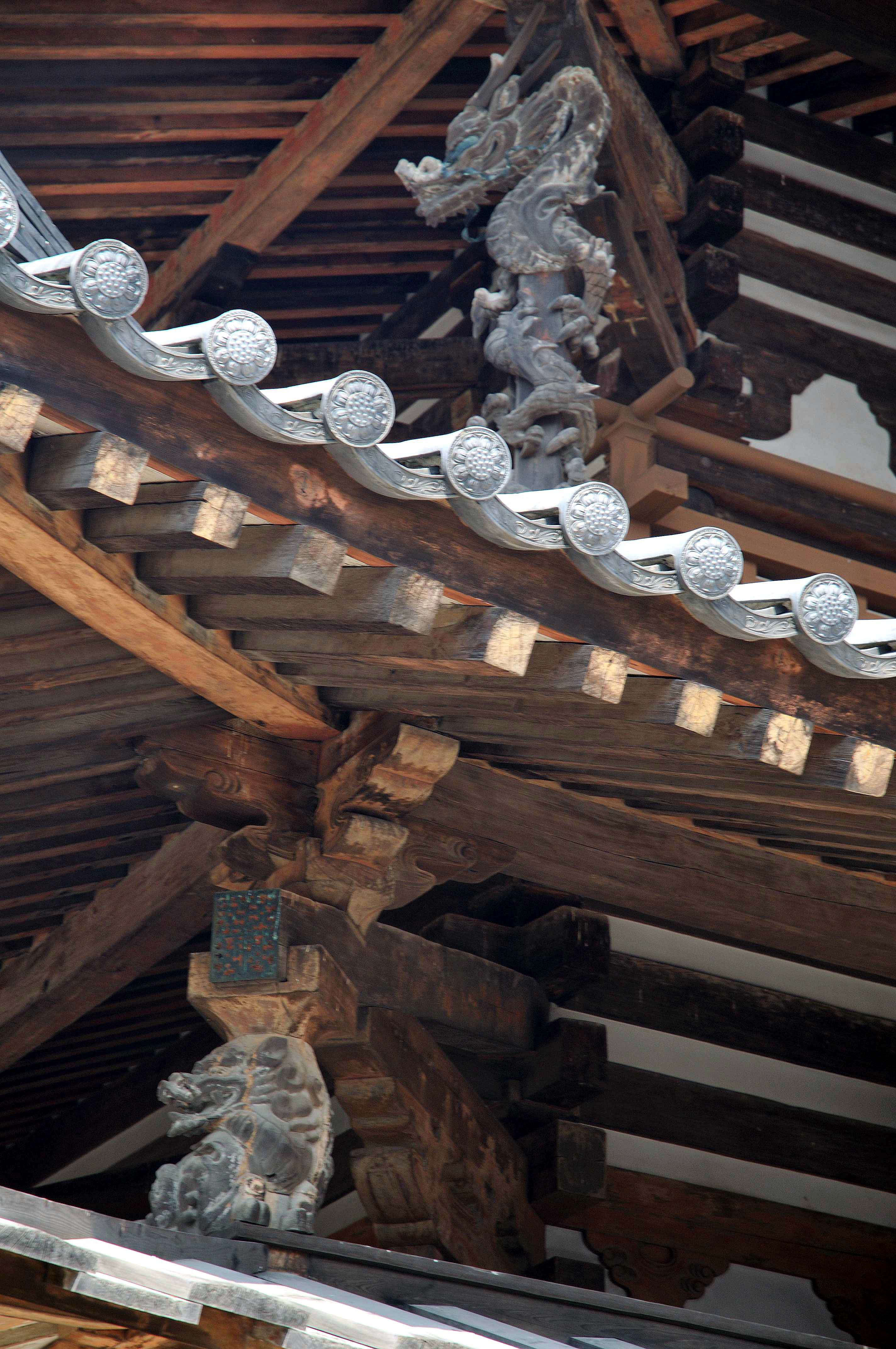
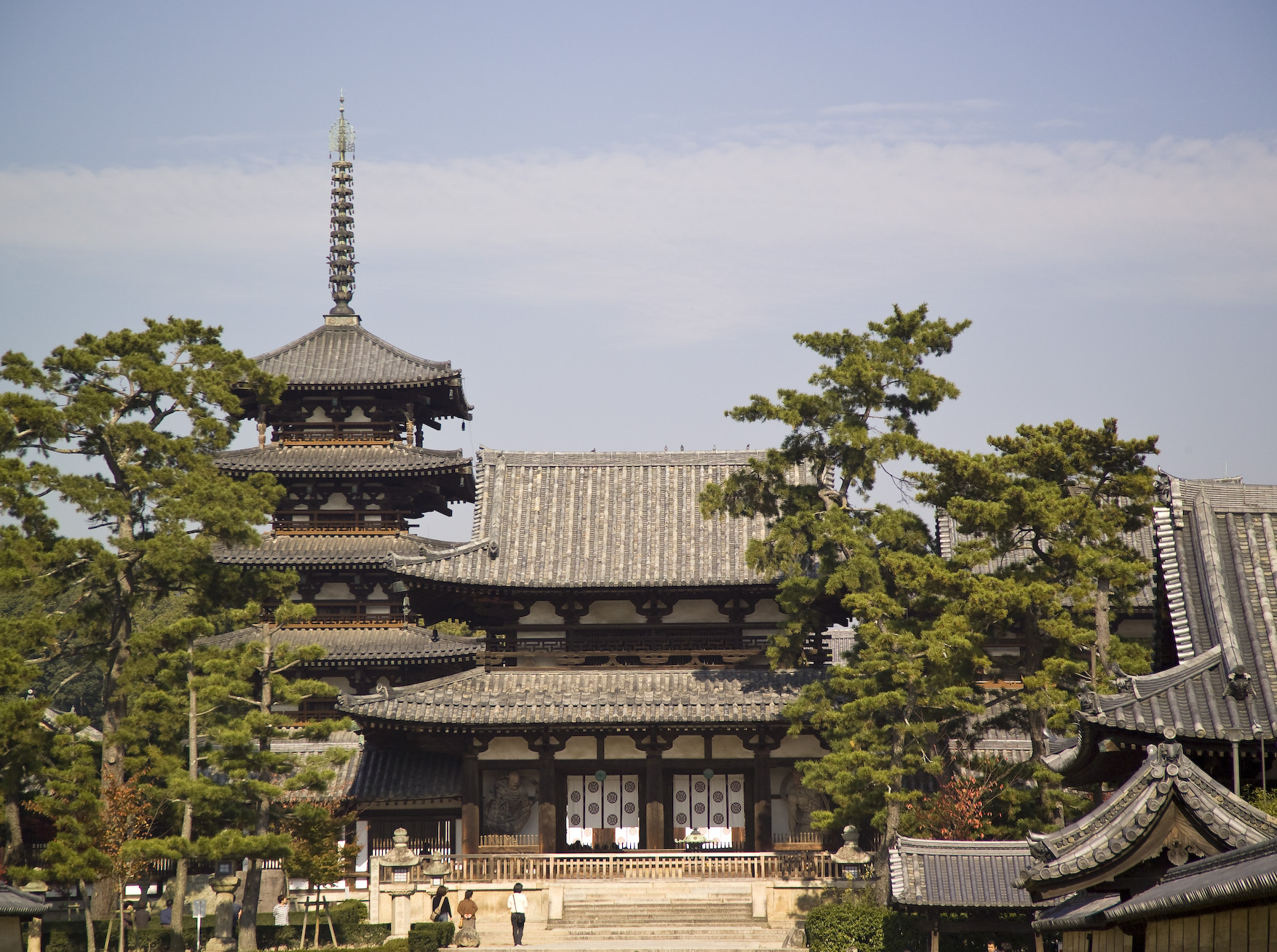
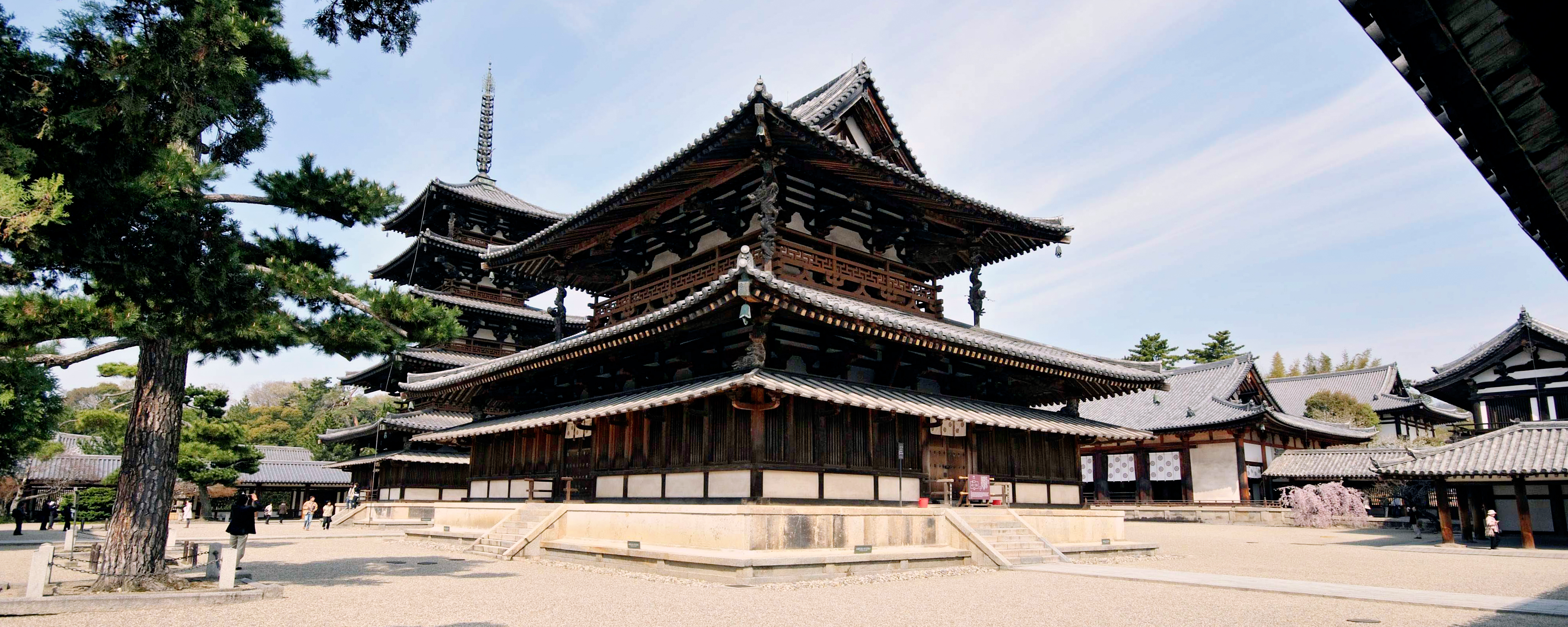